# Synorthodes
Synorthodes is een geslacht van vlinders van de familie uilen (Noctuidae), uit de onderfamilie Hadeninae.

## Soorten
- S. auriginea Franclemont, 1976
- S. typhedana Franclemont, 1976